# خیمنا
خیمِنا (به اسپانیایی: Jimena) یکی از دهستان‌های استان خائن اندلس در کشور اسپانیا است. این شهر با مساحت ۴۸ کیلومتر مربع، ۱۳۹۹ تن جمعیت دارد.